# All Night Long (Kungs)
All Night Long è un singolo di Kungs, David Guetta e Izzy Bizu, pubblicato il 19 gennaio 2024.

## Video musicale
Il video musicale del brano, diretto da Ferina è stato pubblicato in concomitanza con l'uscita del singolo.

## Tracce
1. All Night Long – 2:59

## Classifiche
| Classifica (2024) | Posizione massima |
| ----------------- | ----------------- |
| Francia           | 118               |